# Drac (fiume)
Il Drac è un fiume francese affluente di sinistra dell'Isère nel bacino del Rodano.
La parte alta del bacino del fiume prende il nome di Champsaur.

## Percorso
È formato dalla confluenza dei torrenti Drac Noir e Drac Blanc i quali nascono nella parte occidentale del Massiccio des Écrins.
Più volte lungo il suo percorso è interrotto da sbarramenti artificiali. In particolare si ricordano il lago del Sautet, il lago a Saint Pierre-Cognet, il lago di Monteynard ed il lago a Notre-Dame-de-Commiers.
Si getta, dopo un percorso di 130 km, nell'Isère nei pressi di Grenoble.

## Principali città attraversate
Di seguito sono elencati i dipartimenti e le principali città attraversate:
- Alte Alpi: Saint-Bonnet-en-Champsaur
- Isère: Corps, Grenoble

## Principali affluenti
- La Séveraisse - affluente di destra
- La Souloise - affluente di sinistra
- La Bonne - affluente di destra
- L'Ébron - affluente di sinistra
- La Romanche - affluente di destra
- La Gresse - affluente di sinistra